# Stelis alta
Stelis alta là một loài thực vật có hoa trong họ Lan. Loài này được Pridgeon & M.W.Chase mô tả khoa học đầu tiên năm 2002.